# Recherche Susan désespérément
Pour plus de détails, voir Fiche technique et Distribution.
Recherche Susan désespérément (Desperately Seeking Susan) est une comédie américaine réalisée par Susan Seidelman, sortie en 1985.

## Synopsis
Roberta, jeune bourgeoise un peu coincée du New Jersey, s'ennuie ferme dans sa luxueuse maison. Et quand elle découvre dans les petites annonces « Recherche Susan désespérément », elle décide d'enquêter pour savoir qui est cette fameuse Susan…

## Fiche technique
- Titre original : Desperately Seeking Susan
- Version française (France) : Recherche Susan désespérément
- Réalisation : Susan Seidelman
- Scénario : Leora Barish, Craig Bolotin (non crédité)
- Montage : Andrew Mondshein
- Décors : Santo Loquasto
- Costumes : Santo Loquasto (non crédité)
- Musique : Thomas Newman
- Format : 35 mm - 1.85:1 - couleur
- Langue : Anglais
- Production :  Sarah Pillsbury, Midge Sanford
  - Production déléguée : Michael Peyser
- Distribution :
  -  États-Unis : Orion Pictures
  -  France : 20th Century Fox
- Genre : comédie dramatique
- Durée : 104 minutes
- Budget : 4,5 millions de dollars américains
- Dates de sortie : 
  - États-Unis : 29 mars 1985
  - France : 11 septembre 1985
- Version française réalisée par[réf. nécessaire] :
  - Société de doublage : Lingua Synchrone
  - Direction artistique : Richard Heinz
  - Adaptation des dialogues : Éric Kahane
- Box-office[1] :
  -  États-Unis :  27,4 millions de dollars américains
  -  France : 1 904 309 entrées

## Distribution
- Rosanna Arquette (VF : Emmanuèle Bondeville) : Roberta Glass
- Madonna (VF : Élisabeth Wiener) : Susan
- Aidan Quinn (VF : Éric Legrand) : Dez
- Mark Blum (VF : Jean-Claude Balard) : Gary Glass, le mari de Roberta
- Laurie Metcalf (VF : Anne Jolivet) : Leslie Glass, la soeur de Gary
- Robert Joy (VF : Marc François) : Jim
- Will Patton (VF : Jean-Luc Kayser) : Wayne Nolan
- Steven Wright : Larry Stillman
- Anna Thomson (VF : Sylvie Feit) (créditée Anna Levine) : Crystal
- John Turturro (VF : Paul Bisciglia) : Ray
- Peter Maloney (VF : Daniel Brémont) : Ian
- Anne Carlisle (en) (VF : Béatrice Delfe) : Victoria, l'ex de Dez
- Timothy Carhart : le nouveau boyfriend de Victoria
- Ann Magnuson : la vendeuse de cigarettes au Magic's Club
- Giancarlo Esposito : le vendeur dans la rue
- José Angel Santana : le vendeur dans la boutique
- Rockets Redglare (en) : le chauffeur de taxi
- John Lurie : le voisin saxophoniste
- Shirley Stoler : la gardienne de prison
- Victor Argo : le sergent Taskal
- Michael Badalucco : le type de Brooklyn
- Richard Edson : le type qui achète le journal

## Distinctions
- BAFTA Awards, Royaume-Uni. Meilleure actrice dans un second rôle : Rosanna Arquette
- Casting Society of America, États-Unis. Nomination pour le meilleur casting pour un film : Risa Bramon Garcia et Billy Hopkins
- César du cinéma, France. Nomination pour le meilleur film étranger : Susan Seidelman
- Golden Globes, États-Unis. Nomination pour la meilleure performance d'actrice dans un film : Rosanna Arquette

## Influences
Le film eut une influence importante pour la mode des années 1980, faisant des crucifix, mitaines et jupes flottantes de Madonna le stéréotype de la « Bad girl » de l'époque, promouvant au-delà de l'aspect une attitude particulière pour les adolescentes. Habituée des clips diffusés sur MTV qui ont fait son succès, le film marque également le passage de la chanteuse des écrans de télévision au cinéma.